# Chặng đua GP Bồ Đào Nha
Chặng đua GP Bồ Đào Nha (tên chính thức Grande Prémio de Portugal) là một chặng đua của giải đua xe Công thức 1 vô địch thế giới. Năm 2021 chặng đua được tổ chức ở ở trường đua Algarve International Circuit, Bồ Đào Nha.

## Lịch sử
Chặng đua được tổ chức lần đầu hồi năm 1951 nhưng không thuộc giải đua F1 cho đến năm 1958 (đến 1960).
Từ năm 1961-1983, chặng đua chỉ được tổ chức có 3 lần (1964-1966) đều không thuộc giải đua F1.
Từ năm 1984-1996, chặng đua lại gia nhập F1 và được tổ chức ở trường đua Estoril.
Năm 2020: Do ảnh hưởng của đại dịch Covid-19 khiến cho nhiều chặng đua bị hủy. Ban tổ chức quyết định bổ sung chặng đua GP Bồ Đào Nha vào lịch thi đấu. Cuộc đua chính hơi lộn xộn ở những vòng đầu do trời có mưa nhỏ, nhưng sau khi đường đua bắt đầu khô ráo thì mọi thứ trở về trật tự. Lewis Hamilton giành được chiến thắng thứ 92, chính thức độc chiếm kỷ lục tay đua giành được nhiều chiến thắng nhất trong lịch sử F1.
Năm 2021: Chặng đua trở thành chặng đua chính thức của mùa giải. Lewis Hamilton đã vượt mặt trực tiếp cả Max Verstappen và Valtteri Bottas để giành chiến thắng.

## Kết quả theo năm
| Năm         | Tay đua                    | Đội đua          | Trường đua | Chi tiết |
| ----------- | -------------------------- | ---------------- | ---------- | -------- |
| 1951        | Casimiro de Oliveira       | Ferrari          | Boavista   | Chi tiết |
| 1952        | Eugenio Castellotti        | Ferrari          | Boavista   | Chi tiết |
| 1953        | José Arroyo Nogueira Pinto | Ferrari          | Boavista   | Chi tiết |
| 1954        | José Froilán González      | Ferrari          | Monsanto   | Chi tiết |
| 1955        | Jean Behra                 | Maserati         | Boavista   | Chi tiết |
| 1956        | Not held                   | Not held         | Not held   | Not held |
| 1957        | Juan Manuel Fangio         | Maserati         | Monsanto   | Chi tiết |
| 1958        | Stirling Moss              | Vanwall          | Boavista   | Chi tiết |
| 1959        | Stirling Moss              | Cooper-Climax    | Monsanto   | Chi tiết |
| 1960        | Jack Brabham               | Cooper-Climax    | Boavista   | Chi tiết |
| 1961 – 1963 | Not held                   | Not held         | Not held   | Not held |
| 1964        | Chris Kerrison             | Ferrari          | Cascais    | Chi tiết |
| 1965        | Rodney Banting             | Cooper-Ford      | Cascais    | Chi tiết |
| 1966        | Jürg Dubler                | Brabham-Ford     | Cascais    | Chi tiết |
| 1967 – 1983 | Not held                   | Not held         | Not held   | Not held |
| 1984        | Alain Prost                | McLaren-TAG      | Estoril    | Chi tiết |
| 1985        | Ayrton Senna               | Lotus-Renault    | Estoril    | Chi tiết |
| 1986        | Nigel Mansell              | Williams-Honda   | Estoril    | Chi tiết |
| 1987        | Alain Prost                | McLaren-TAG      | Estoril    | Chi tiết |
| 1988        | Alain Prost                | McLaren-Honda    | Estoril    | Chi tiết |
| 1989        | Gerhard Berger             | Ferrari          | Estoril    | Chi tiết |
| 1990        | Nigel Mansell              | Ferrari          | Estoril    | Chi tiết |
| 1991        | Riccardo Patrese           | Williams-Renault | Estoril    | Chi tiết |
| 1992        | Nigel Mansell              | Williams-Renault | Estoril    | Chi tiết |
| 1993        | Michael Schumacher         | Benetton-Ford    | Estoril    | Chi tiết |
| 1994        | Damon Hill                 | Williams-Renault | Estoril    | Chi tiết |
| 1995        | David Coulthard            | Williams-Renault | Estoril    | Chi tiết |
| 1996        | Jacques Villeneuve         | Williams-Renault | Estoril    | Chi tiết |
| 1997 – 2019 | Not held                   | Not held         | Not held   | Not held |
| 2020        | Lewis Hamilton             | Mercedes         | Portimão   | Chi tiết |
| 2021        | Lewis Hamilton             | Mercedes         | Portimão   | Chi tiết |